# Fărcașele
Fărcașele là một xã thuộc hạt Olt, România. Dân số thời điểm năm 2002 là 5146 người.